# Saron (strumento musicale)
Il saron è uno strumento musicale a percussione indonesiano di origine mongola, della famiglia dei metallofoni;  è caratterizzato da un suono molto simile a quello del glockenspiel ma di volume sonoro più elevato. Viene usato nel gamelan.
Lo strumento è costituito da barrette di metallo accordate della stessa altezza ma di larghezze differenti, più larghe per le note più basse e via via più strette per le note più elevate.
Lo strumento viene suonato tramite due bacchette di legno di lunghezza diversa, la più lunga per le note elevate e la più corta per quelle più basse.